# Clayton Ernest Beattie
Clayton Ernest Beattie fue un militar canadiense que perteneció al Royal Regiment of Canadian Artillery y retirado con el grado de Brigadier General con destacada actuación en UNFICYP durante la invasión turca a Chipre

## Antecedentes personales
Nació el 2 de febrero de 1928 y falleció el 3 de febrero de 2014 luego de padecer una prolongada enfermedad de Parkinson.
Se casó con Kay Puil MacDonald. Tuvo cinco hijos.

## Vida Militar
- Ingresó al Royal Regiment of Canadian Artillery en octubre de 1950, perteneciendo a él hasta su retiro en marzo de 1982.[1]

- 1964/5: Se desempeñó como oficial de operaciones de UNFICYP.[3]
- En junio de 1972, con 44 años, pasa a ser Jefe del Contingente Canadiense en Chipre en reemplazo del Brigadier General CE. Leslie. Asimismo, se pasó a desempeñar como Subjefe de Estado Mayor de UNFICYP[4]

- 1974: Se desempeñó como Jefe del Contingente Canadiense y Subjefe de Estado Mayor de UNFICYP.[5] En este período tuvo activa participación durante la invasión turca siendo su desempeño clave para lograr el cese al fuego entre las tropas contendientes en la zona de Aeropuerto de Nicosia. Para ello debió contactar personalmente a ambas fuerzas portando la bandera de Naciones Unidas.[6]

Integró el comité que debía determinar la posición exacta de las tropas cuando fue acatado el cese al fuego luego de la primera fase de la invasión turca, a pedido de la conferencia que se llevaba a cabo en Génova. Beattie integraba el comité en nombre de UNFICYP junto con el Cnl J. Hunter (Alto comisionado Británico), representante de Gran Bretaña; el Cnl turco Chakar y el My Griego Tsolaskis. El comité envió su informe el día 13 de agosto, un día antes del reinicio de la ofensiva turca.
Por su labor durante los meses de julio y agosto de 1974, el Gobernador General de Canadá lo hizo Comandante de la Orden del Mérito Militar. En su citación se menciona:
"... El peligro al coronel Beattie mientras que él llevó a cabo sus funciones a lo largo de este período de ataques aéreos, artillería, morteros, tanques y armas cortas de fuego era extremo."
- Octubre de 1974: Con el grado de brigadier relevó en el cargo de Jefe de Estado Mayor de UNFICYP al Brigadier Francis Henn.[3]

- Octubre de 1976. Es relevado por el Brigadier HM Tillotson como Jefe de Estado Mayor de UNFICYP. En el cargo de jefe del Contingente Canadiense es relevado por el Cnl AJGD Chastelain. Su próxima designación fue comandante de las fuerzas canadienses en Borden, Ontario.[5]

- Dentro de otras asignaciones, integró el estado mayor de United Nations Emergency Force en Medio Oriente (UNEF).[1]

## Membresía
Fue miembro del "Conference of Defence Associations Institute", del "Canadian Institute of International Affairs" y "Canadian Association of Veterans in United Nations Peacekeeping".

## Publicaciones
Escribió junto con el Brigadier General Michael S. Baxendale The Bulletproof Flag: Canadian Peacekeeping Forces and the War in Cyprus.